# Ruhmeshalle (Berlin)

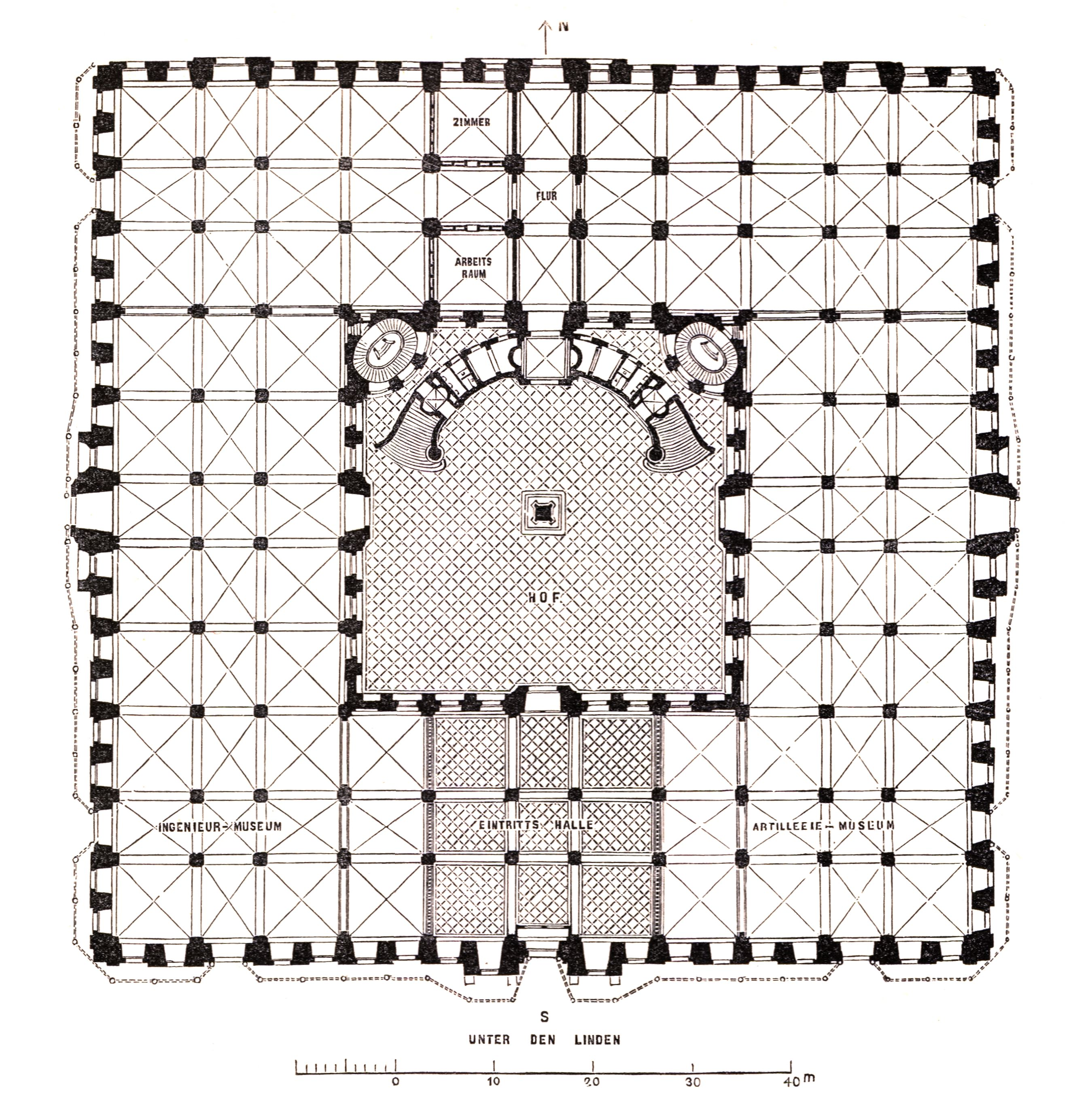
Grundriss Erdgeschoss nach dem Umbau durch Friedrich Hitzig 1877–1880

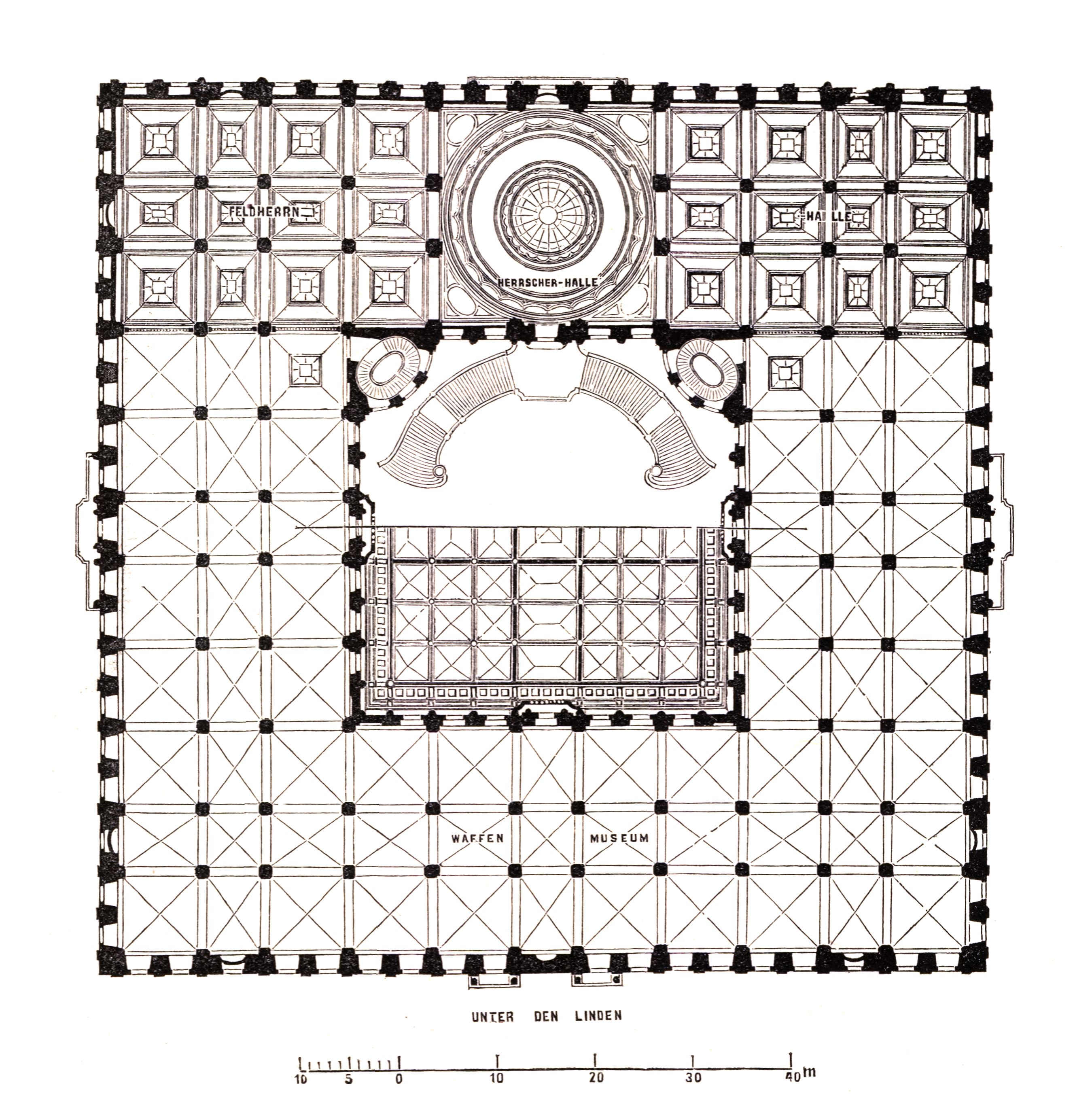
Grundriss Obergeschoss nach dem Umbau durch Friedrich Hitzig 1877–1880

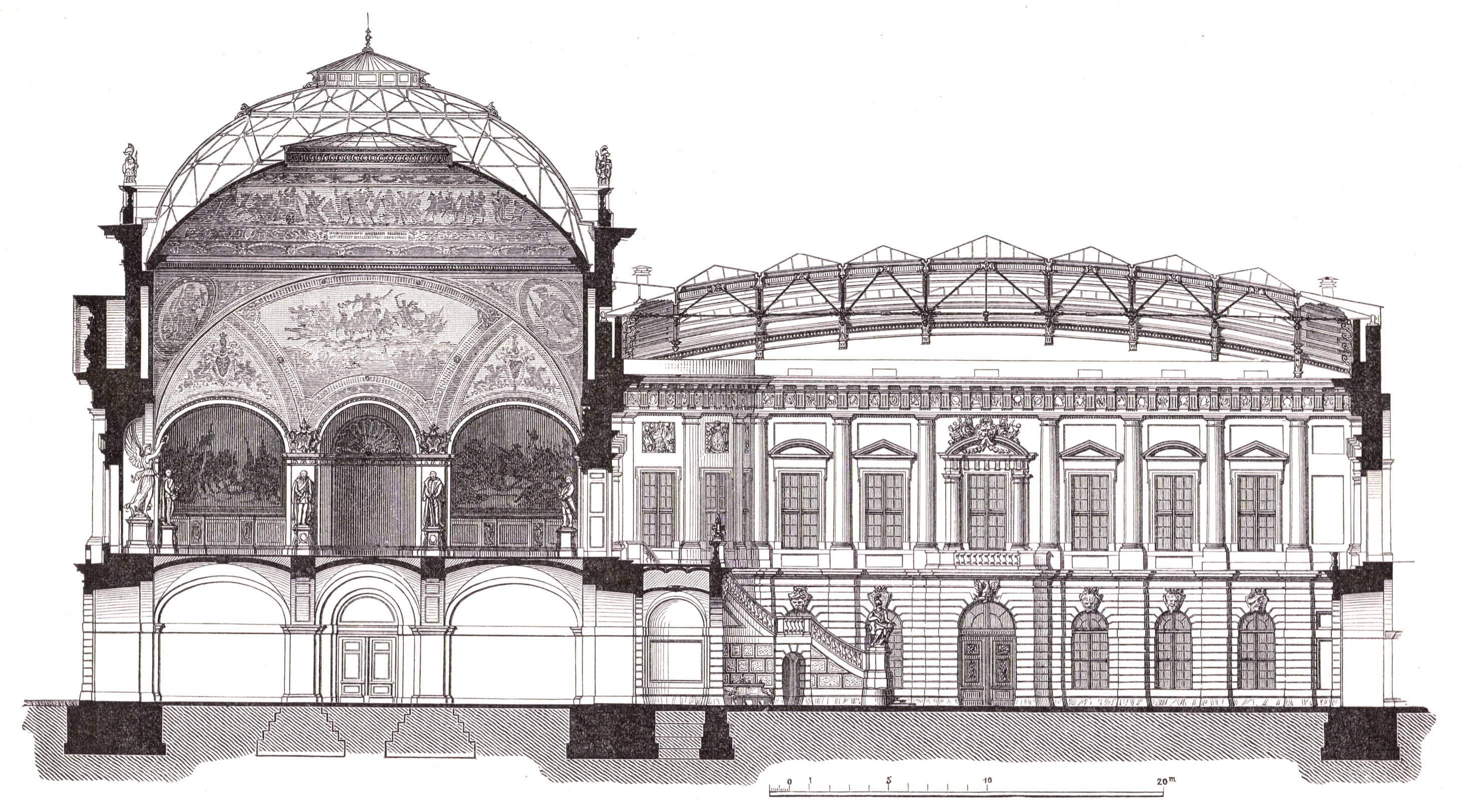
Schnitt durch den Hof und die Ruhmeshalle nach dem Umbau

Die Ruhmeshalle in Berlin war eine Dauerausstellung zum Ruhme Preußens im Berliner Zeughaus an der Prachtstraße Unter den Linden. Sie bestand von 1891 bis 1945. Die Ausstellungsstücke wurden durch Kriegseinwirkungen zerstört, neuverteilt, magaziniert oder bewusst vernichtet.

## Vorgeschichte

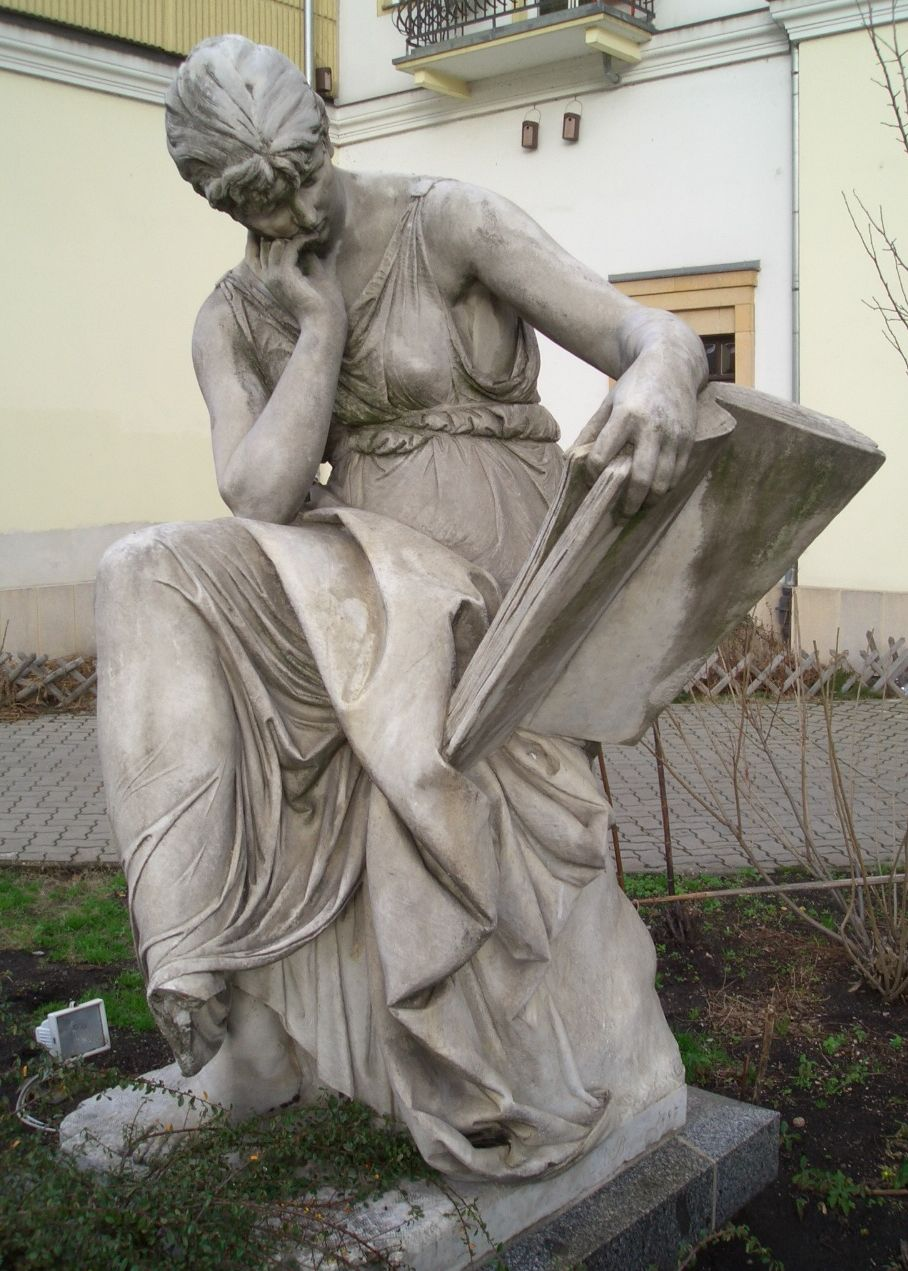
Reinhold Begas: Kriegswissenschaft, 1887, Marmor

Beeindruckt vom Heeresgeschichtlichen Museum in Wien, das er bei seinem Besuch der dortigen Weltausstellung 1873 kennengelernt hatte, wünschte sich der 1871 zum Deutschen Kaiser erhobene König von Preußen, Wilhelm I., für die preußische und nun deutsche Hauptstadt Berlin eine vergleichbare Stätte zur Darstellung der Geschichte und zur Verkündung des Ruhms der preußischen Armee.
Am 22. März 1875, seinem 78. Geburtstag, gab Wilhelm die Order aus, das Berliner Zeughaus in eine „Ruhmeshalle der brandenburgisch-preußischen Armee“ umzuwandeln. Das bis dahin als Arsenal des preußischen Heeres und im Erdgeschoss zugleich als Erinnerungsort an die Befreiungskriege genutzte Gebäude war freizuräumen und neu einzurichten. Nach anfänglichem Widerstand beschloss der Reichstag ein entsprechendes Gesetz, das Wilhelm am 17. März 1877 unterzeichnete. Nach den Plänen des Architekten Friedrich Hitzig begannen am 1. August 1877 die Umbauarbeiten, die schließlich 4,33 Millionen Mark kosteten. In den folgenden Jahren entwickelte sich das Zeughaus zu einem der beliebtesten Museen Berlins.

## Anlage
Im Lichthof des Zeughauses standen die im Deutsch-Französischen Krieg erbeuteten französischen Geschütze, und französische Fahnen hingen an den Wänden. Im Zentrum stand die Kolossalfigur einer 4,50 m hohen Borussia von Reinhold Begas aus dem Jahre 1885 (später im Lapidarium am Landwehrkanal, heute in der Zitadelle Spandau; eine Kopie von 1980 steht im Preußenpark). Links und rechts an der Freitreppe saßen zwei römische Krieger, die ebenfalls von Begas und seinen Schülern stammen und von denen einer völlig zerstört wurde. Außerdem finden sich in den Treppenwangen zwei dreieckige Reliefs in Kalkstein mit den Darstellungen „Seekrieg“ und „Landkrieg“. Über die Freitreppe gelangte man zu der im Nordflügel des Zeughauses gelegenen Ruhmeshalle, die aus der mittleren Herrscherhalle und zwei seitlichen Feldherrenhallen bestand.

## Die Herrscherhalle
Im amtlichen Führer durch die Ruhmeshalle (1940) hieß es:

„Die Ruhmeshalle nimmt die volle nördliche Breitseite des Oberstocks ein. Die Mitte bildet ein hochgewölbter Kuppelraum, die Fürstenhalle, daran schließen sich rechts und links die Feldherrenhallen.“

An den Marmorpfeilern sind auf Ehrentafeln die Namen der brandenburgisch-preußischen Truppenführer eingetragen, die in selbständigem Kommando vom Dreißigjährigen Krieg bis zum Weltkrieg vor dem Feinde blieben. Die Ehrentafeln beginnen in der westlichen Feldherrenhalle gegenüber dem Gemälde Übergang über das Kurische Haff. Die Zahl der Gefallenen im Weltkriege ist größer als der Gesamtverlust in den Kriegen der vorangegangenen Jahrhunderte. Die Tafeln für die Gefallenen des Weltkrieges wurden 1934 als Stiftung des Reichsverbandes Deutscher Offiziere enthüllt. Sie nehmen die Pfeiler um die Herrscherhalle und die Wände unter den Gemälden dieses Raumes ein.
Die Bronzetür der Ruhmeshalle mit allegorischen Reliefs vom Leben und Tod eines Kriegers wurde 1881 von Otto Lessing geschaffen und ist am Originalplatz bis heute erhalten. Die gegenüber stehende 3,90 m große Siegesgöttin stammt von Fritz Schaper (1885).

„In der Mitte der Kuppelhalle ruht auf einem Postament von dunklem Fichtelgebirgs-Marmor seit Januar 1935 die Originaltotenmaske des Reichspräsidenten Generalfeldmarschalls von Hindenburg. Die Totenmaske, abgenommen von Professor Thorak, ist auf Weisung des Führers und Reichskanzlers hier aufgestellt.“

### Wandgemälde

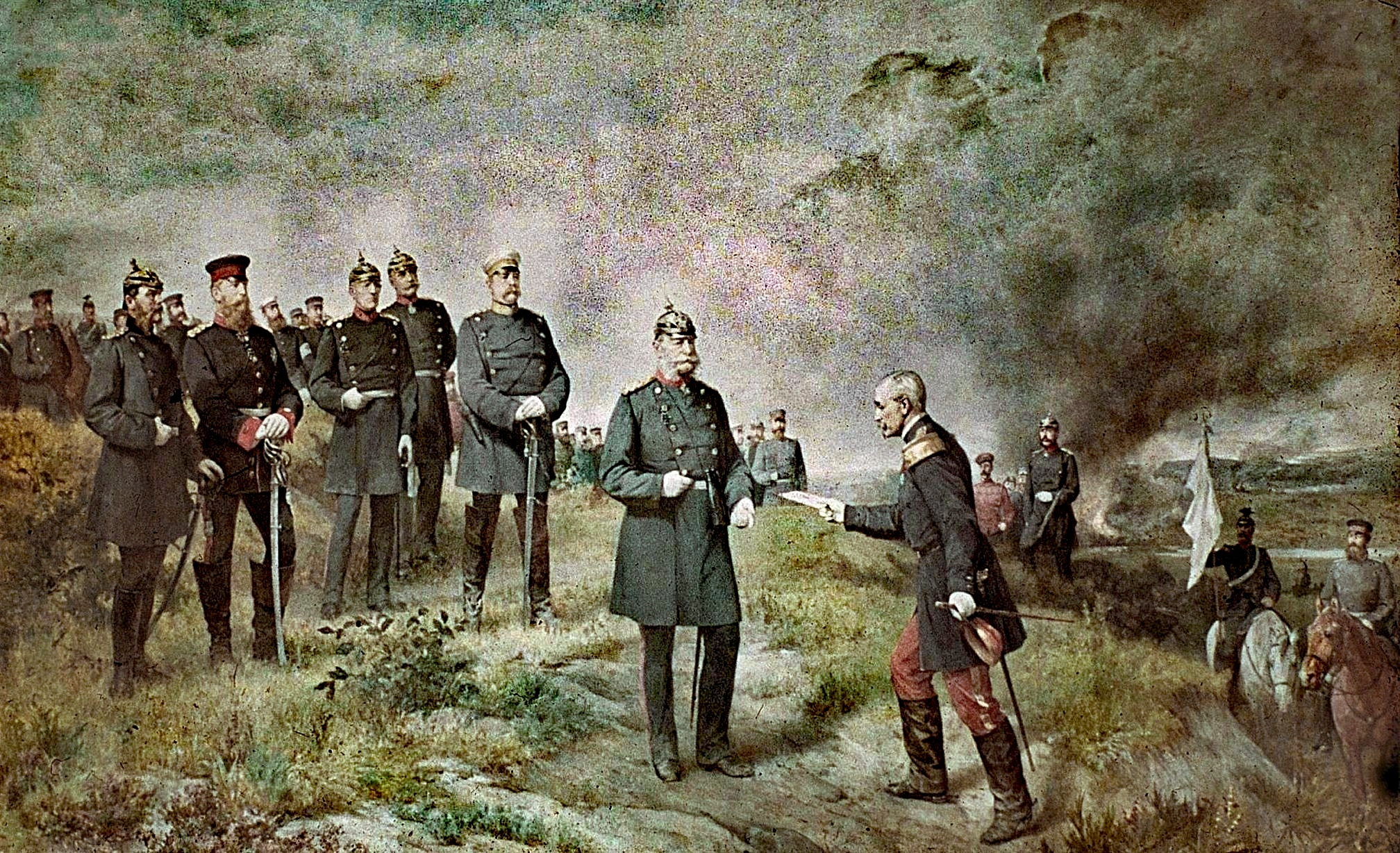
General Reille überbringt König Wilhelm I. auf dem Schlachtfelde von Sedan das Schreiben Kaiser Napoleons. Wandbild von Carl Steffeck

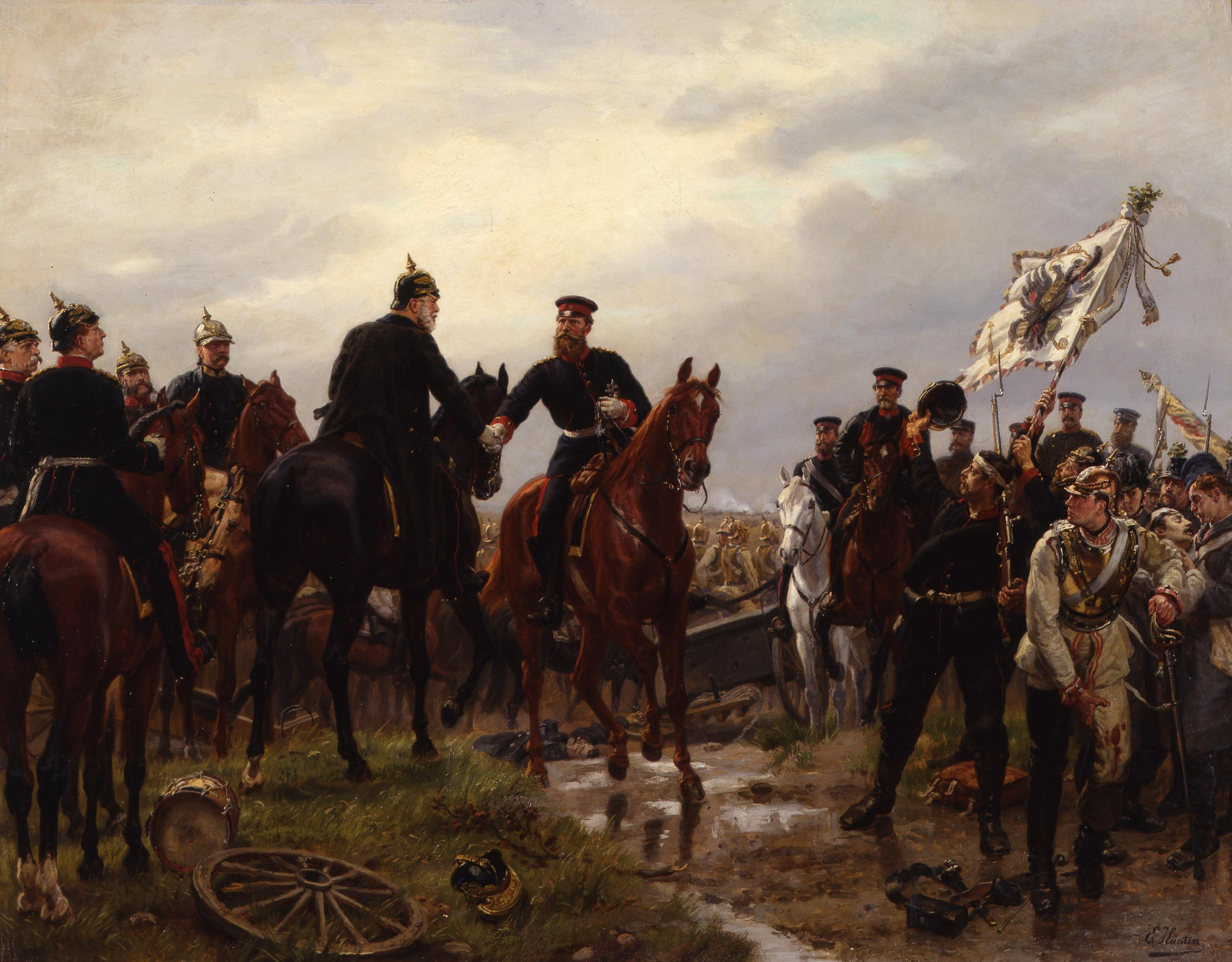
Schlacht bei Königgrätz, der König überreicht dem Kronprinzen den Orden Pour le Mérite, Wandbild von Emil Hünten

Die allegorischen Gemälde des Kuppelraumes schuf Friedrich Geselschap.
(Alle nachfolgenden Zitate stammen aus dem amtlichen Führer durch die Ruhmeshalle, 1912):
(1879/83) Triumphzug mit den drei Teilen „Kriegsaufbruch“, „Die Unterwerfung der Feinde“ und „Bekränzung des Triumphators“ (im Kuppelgewölbe, 4 m hoch, 70 m lang)
„Die Muse des Heldengesanges, den Löwen als Sinnbild der Stärke zur Seite, kündet den Heldenruhm. Ihr voraus schweben, geschart um den Sieger in der Seeschlacht, Zinken- und Posaunenbläser. Dann folgt der Sieger in der Feldschlacht, von der Siegesgöttin gekrönt und von trophäentragenden Kriegern, blumenstreuenden und singenden Genien umgeben. Zu Roß sprengt die Kriegsgöttin einher, von Kriegern umringt, eine Krone als Siegespreis emporhebend. Die Muse der Geschichte naht sinnend, neben sich die Zeit mit dem rollenden Rade; sie blickt zu den Überwundenen, über deren Häuptern das Schicksal den Stab bricht. Inmitten einer Gruppe von Wehklagenden und Gefangenen schreitet eine ernste Gestalt, die tragische Dichtkunst, und beschließt den Zug.“
(1883/90) Der Krieg (Osten, rechts vom Eingang)
„Von Furien gezogen, stürmt auf hohem Wagen die Kriegsgöttin in das feindliche Land, neben sich die Milde und die Gerechtigkeit, jede um Gnade flehend, diese eine Waage in der Hand, deren Zunge sie nach dem Spruch inter arma silent leges festhält. Hunger und Tod, Kampf und Pest begleiten als gespenstische Reiter die Kriegsfurie, der alles unterliegt, die gewaltige Kraft der Riesen wie die hinterlistige, durch den siebenköpfigen Drachen dargestellte Macht des Lasters.“
(1883/90) Aufrichtung des Kaisertums (Norden, gegenüber dem Eingang)
„Im Glanze der aufgehenden Sonne, von Genien geleitet, schreitet aus Wolken eine Gestalt, im Kaiserornate und von Engeln mit den Symbolen der Herrschaft, Ordnung und Gerechtigkeit, der Stärke, Weisheit und des Glaubens umgeben. Zu beiden Seiten sehen Gruppen der Erscheinung entgegen. Weibliche Gestalten mit den Wappen der deutschen Staaten empfangen den Kaiser, voran rechts Bayern, links im Trauerschleier Elsaß-Lothringen, herangeführt von einem lorbeergeschmückten Helden mit den Zügen des Kronprinzen, späteren Kaiser Friedrich. Im Hintergrunde rechts stehen als Heroen des Reichsgedankens und der Wehrkraft Bismarck, Moltke und Roon.“
(1883/90) Empfang der Helden in Walhall (Süden, links vom Eingang)
„Die Helden der deutschen Geschichte, die an dem Ausbau des alten Reiches sowie Preußens, als des Vorläufers des neuen Kaiserreiches, gearbeitet haben, scharen sich um den Genius der Unsterblichkeit: Hermann der Cherusker, Karl der Große, Arnulf von Kärnten, Friedrich Barbarossa, Friedrich II., Heinrich der Finkler, Otto der Große, Heinrich VI., sowie dahinter auf hohem Rundsitze der Große Kurfürst, Friedrich Wilhelm III., Derfflinger, Joachim Hans von Zieten, Seydlitz, Blücher, Scharnhorst, Gneisenau und Theodor Körner. Grüßend und in die Zukunft sinnend empfangen sie die von Schlachtenjungfrauen herangetragenen Helden, unter ihnen Kaiser Wilhelm I., den Gründer des neuen Reiches, und seinen Sohn, den früh dahingerafften Kaiser Friedrich III.“
(1883/90) Der Friede (Westen, über dem Eingang)
„Mit der Friedenspalme naht der Erde ein strahlender Genius, verkündet Frieden, und Engel künden die Botschaft weiter. Krieger kehren zurück, mit ihnen die Göttin des Sieges und der Dichtkunst. Die Waffen werden niedergelegt, und die Heimkehrenden begrüßt das Volk, jubelnd über den Sieg, voll Wehmut über die Gefallenen und voll Freude über die beginnende friedliche Arbeit. Rechts steht im Trauerschleier eine Witwe mit ihren Kindern: den gefallenen Gatten beweinend, bringt sie den Heimkehrenden die Palme. Links preisen eine Jungfrau und Kinder mit Gesang und Geigenspiel den Allmächtigen.“
Zwischen den Gemälden sind in den Zwickeln die vier Herrschertugenden dargestellt: Gerechtigkeit, Stärke, Mäßigung und Weisheit.
(1880/87) Königskrönung Friedrich I. 1701 von Anton von Werner
„Der ständig wachsende Umfang des kurbrandenburgischen Staates, sein zunehmendes Ansehen in Europa führten zur Erhebung zum Königreich Preußen. Am 18. Januar 1701 erfolgte die feierliche Krönung in der Schlosskirche zu Königsberg. Vorangegangen war die Stiftung des Schwarzen Adlerordens, der höchsten Auszeichnung der preußischen Krone.“
(1880/82) Schlesien huldigt Friedrich dem Großen 1741 von Wilhelm Camphausen
„Friedrich II. hatte im Ersten Schlesischen Kriege durch den Sieg bei Mollwitz Schlesien gewonnen und hiermit das von Österreich dem hause Brandenburg vorenthaltene Erbrecht durchgesetzt. In Breslau versammelten sich die Stände und Abgeordneten, um die Erbhuldigung auf das alte brandenburgische Kurschwert abzulegen (7. November). Dieses Schwert war jedoch nicht zur Stelle. Der König zog kurz entschlossen seinen Degen und forderte die Eidesleistung auf das Schwert, mit dem er Schlesien erobert habe.“
(1880/82) Aufruf „An mein Volk“, 17. März 1813 von Georg Bleibtreu
„Europa stand unter französischer Herrschaft, Preußen war um die Hälfte verkleinert. Die Stunde der Befreiung schlug, als der Feldzug Napoleons gegen Russland missglückt war. Das Kriegsbündnis wurde geschlossen; Zar Alexander kam nach Breslau. Dort erließ Friedrich Wilhelm III. den ‚Aufruf an mein Volk‘ (17. März), der nach der grenzenlosen Misshandlung Preußens einen patriotischen Aufschwung einleitete, wie die Weltgeschichte keinen größeren gesehen hat. Alle waffenfähigen Männer suchten den Kriegsdienst, auch Greise und Kinder, ja selbst Frauen. Handwerksstätten und Schulen wurden leer, in Reih und Glied stellten sich arm und reich, hoch und niedrig; wer nicht mitziehen konnte, opferte von seinem Vermögen. – Das Bild zeigt die Besichtigung der preußischen Truppen durch König Friedrich Wilhelm II. in Anwesenheit des russischen Zaren Alexanders I.“
(1880/83) Kaiserproklamation zu Versailles. 18. Januar 1871 von Anton von Werner
„In gewaltigen Schlachten und langen Mühsalen hatte sich die Waffenbrüderschaft der unter Preußens Führung verbündeten Stämme bewährt. Jetzt konnte der alte Wunsch der Deutschen nach einem einigen Reiche zur Tat werden. Im Schloss von Versailles versammelten sich die Ersten der Nation, um den Preußenkönig zum Deutschen Kaiser auszurufen. In einer Urkunde, die der große Kanzler verlas, verkündete der Herrscher dem deutschen Volke und der ganzen Welt, dass er die kaiserliche Würde übernehme, mit dem Bewusstsein der Pflicht, in Treue die Rechte des Reiches und seiner Glieder zu schützen, den Frieden zu wahren, die Unabhängigkeit Deutschlands zu sichern und die Kraft des Volkes zu stärken. – Die begeisterte Versammlung, voran Großherzog Friedrich von Baden, huldigte dem Kaiser durch stürmischen Zuruf.“
(1886) Schlacht bei Königgrätz von Emil Hünten, siehe: Schlacht bei Königgrätz (Gemälde)

### Standbilder
Die ersten sieben Standbilder sind nach einem Wettbewerb unter 23 Bildhauern 1879 in Auftrag gegeben worden und waren bis 1884 fertig. Das Standbild Kaiser Wilhelms I. kam 1890 hinzu; er hatte Statuen seiner selbst zu Lebzeiten abgelehnt. Die acht Standbilder befinden sich seit 1961 auf der Bastion der Burg Hohenzollern bei Hechingen.
„Der Große Kurfürst“ Friedrich Wilhelm von Erdmann Encke (1883/84)
König Friedrich I. in Preußen von Ludwig Brunow (1883/84)
König Friedrich Wilhelm I. von Karl Hilgers (1883/84)
König Friedrich II. von Erdmann Encke (1886)
König Friedrich Wilhelm II. von Ludwig Brunow (1883/84)
König Friedrich Wilhelm III. von Emil Hundrieser (1884/85)
König Friedrich Wilhelm IV. von Carl Schuler (1882/85)
Kaiser Wilhelm I. von Rudolf Siemering (1890/91)

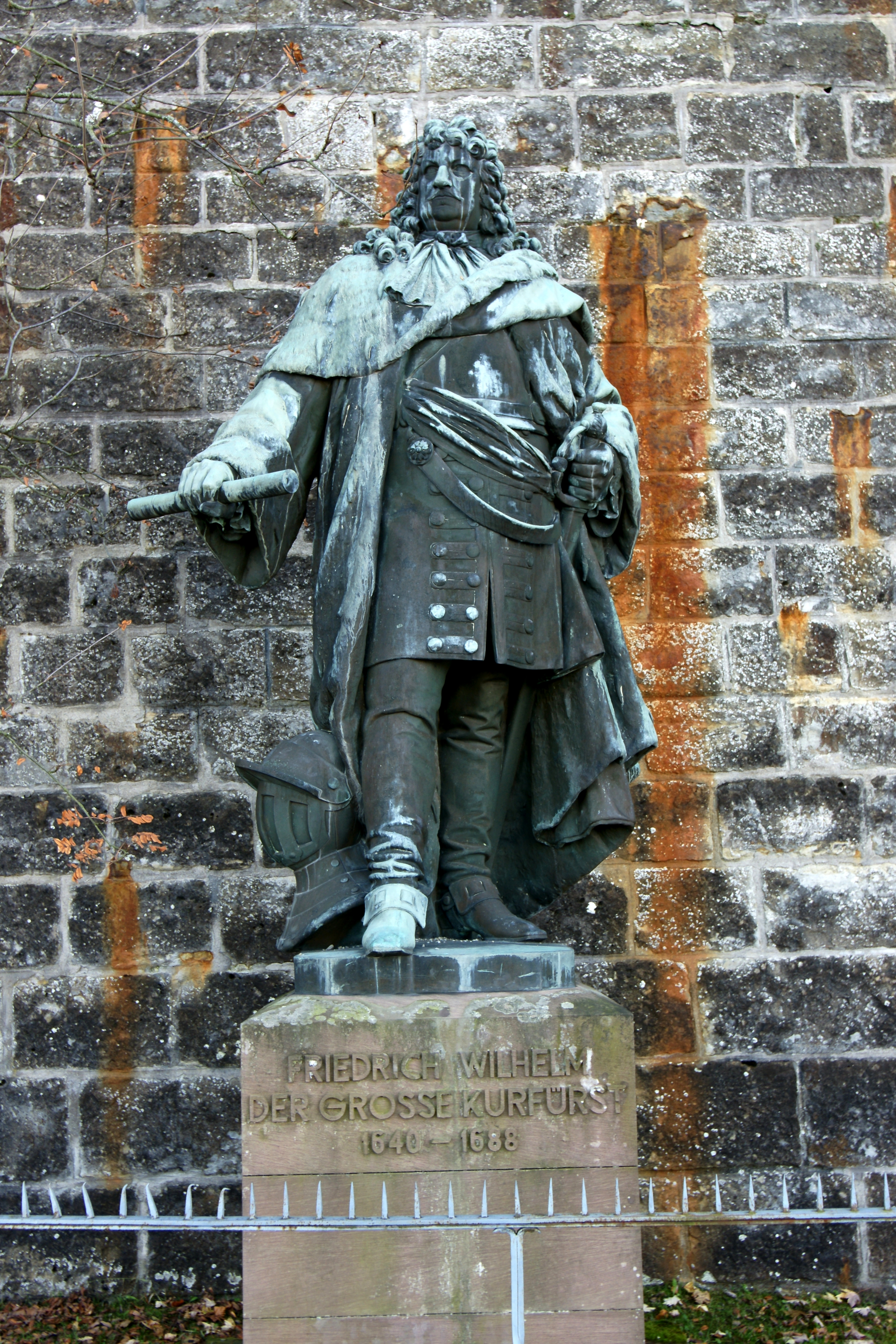
Friedrich Wilhelm „Der Große Kurfürst“
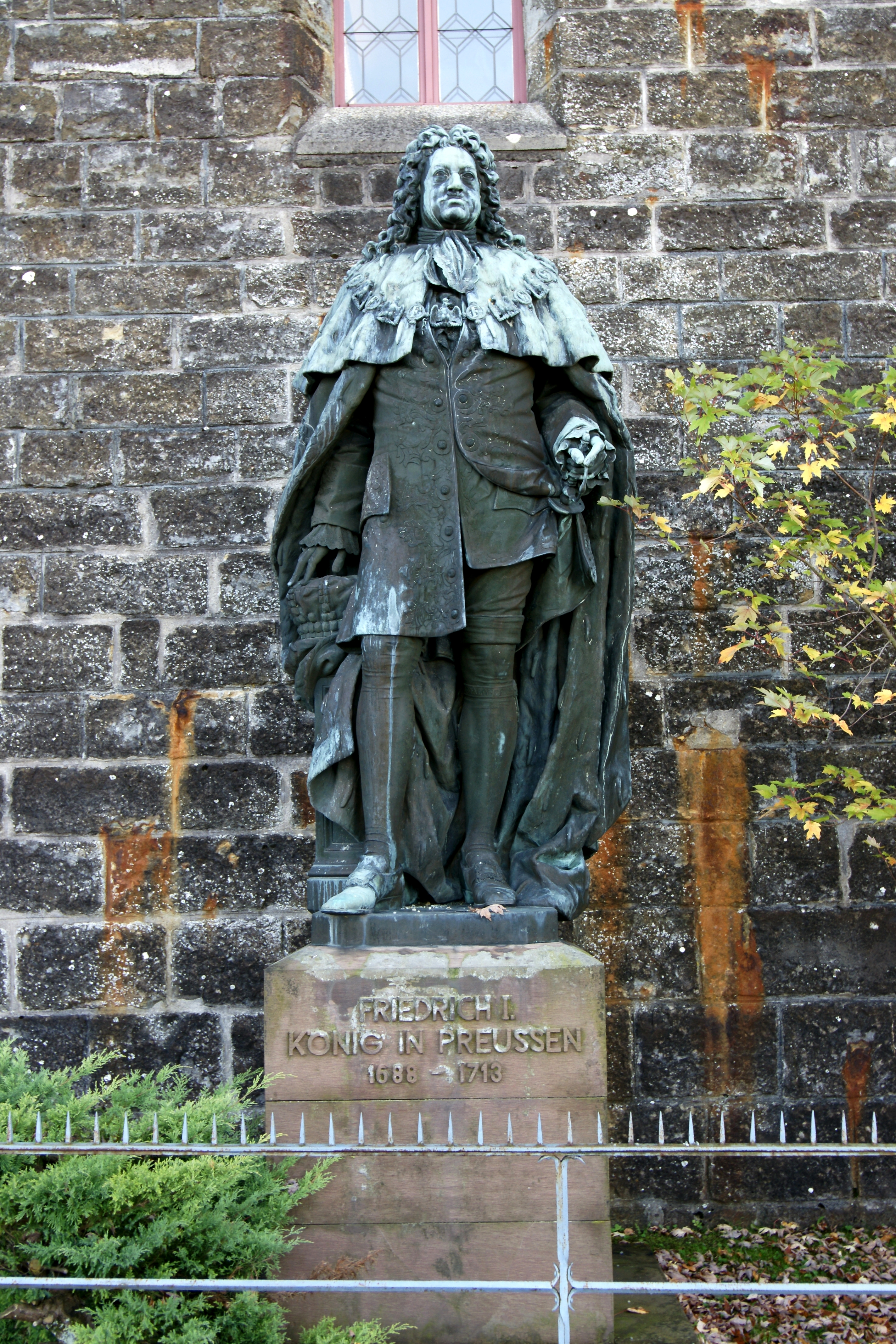
Friedrich I.
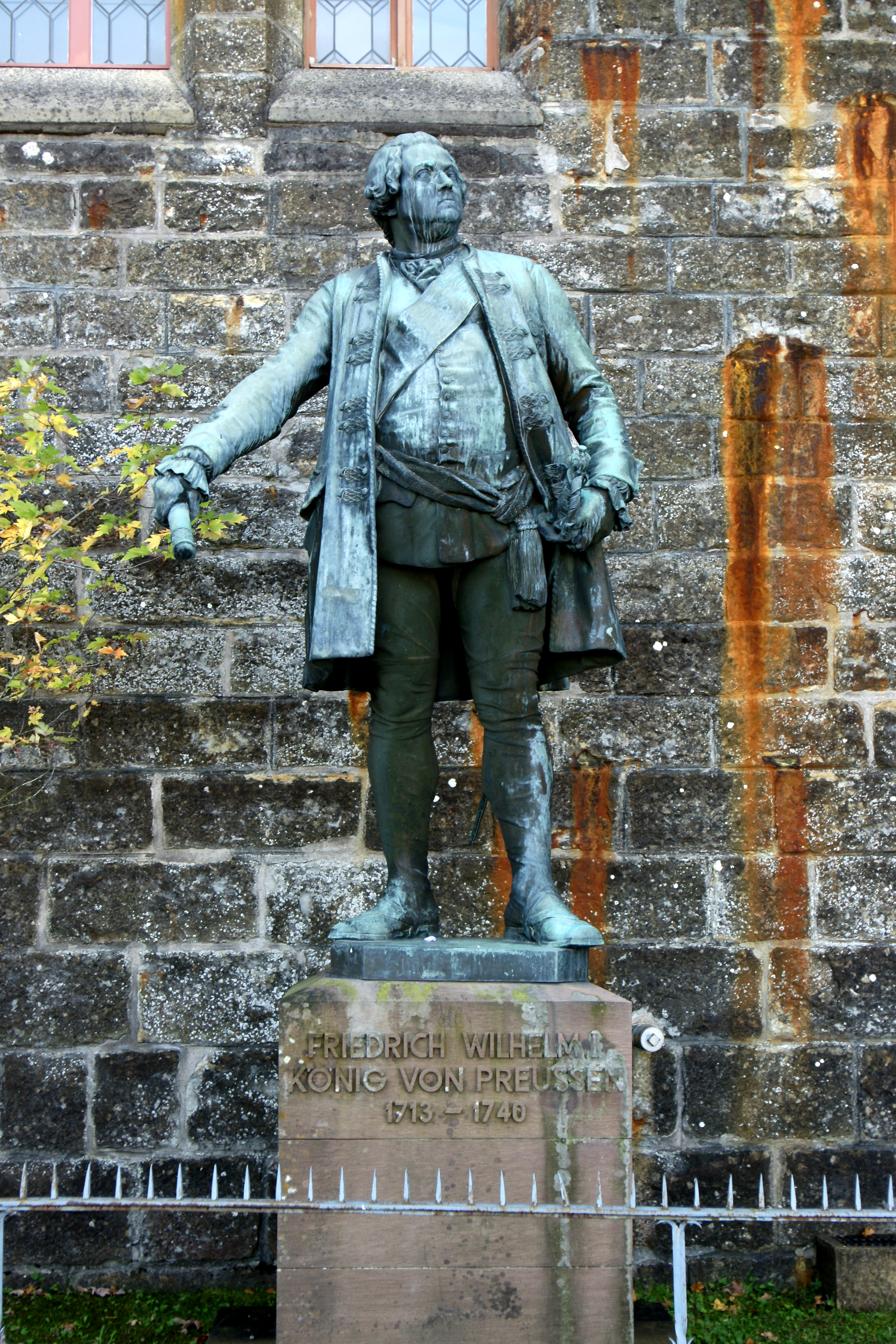
Friedrich Wilhelm I. „Der Soldatenkönig“
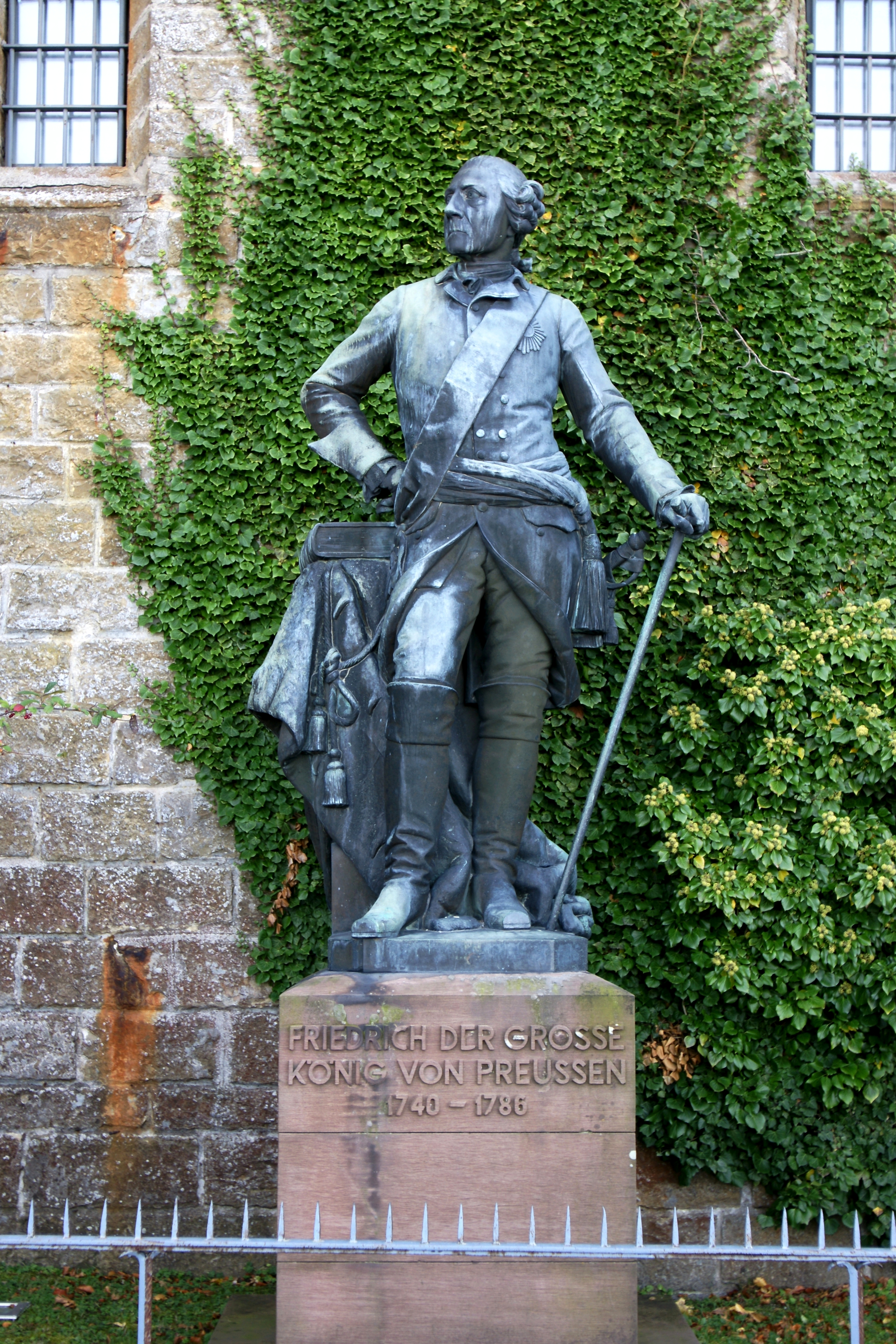
Friedrich II. „Der Alte Fritz“
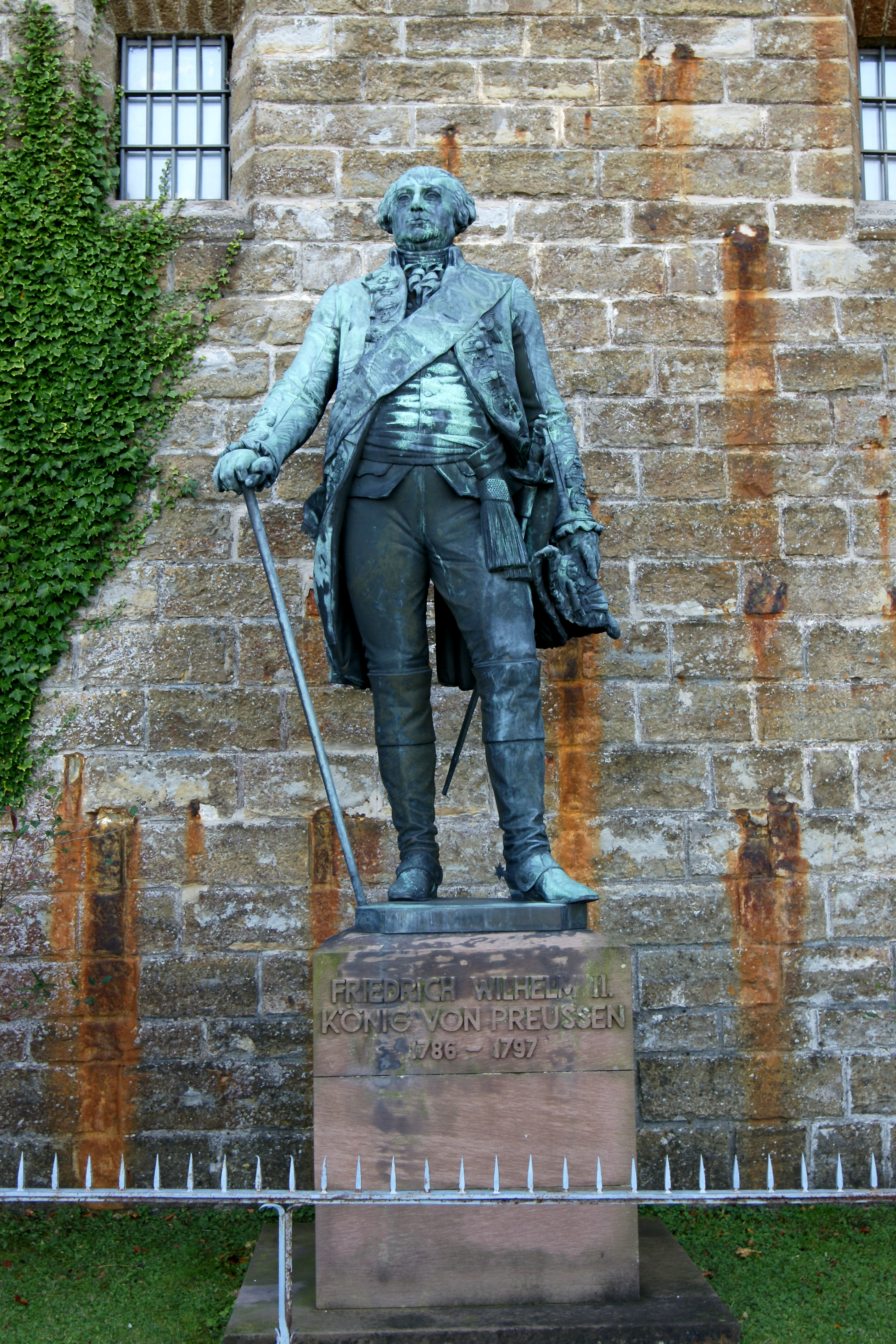
Friedrich Wilhelm II.
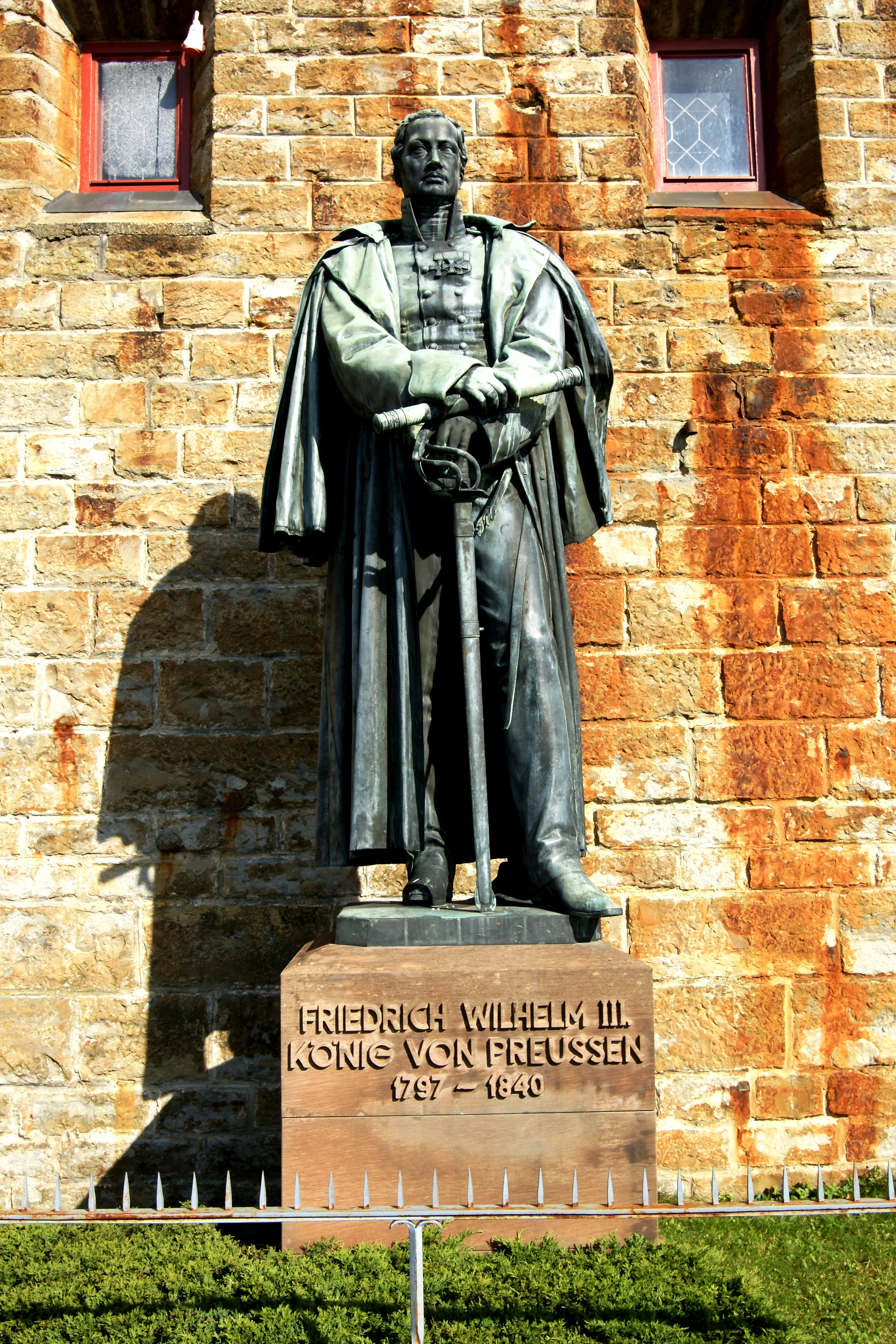
Friedrich Wilhelm III.
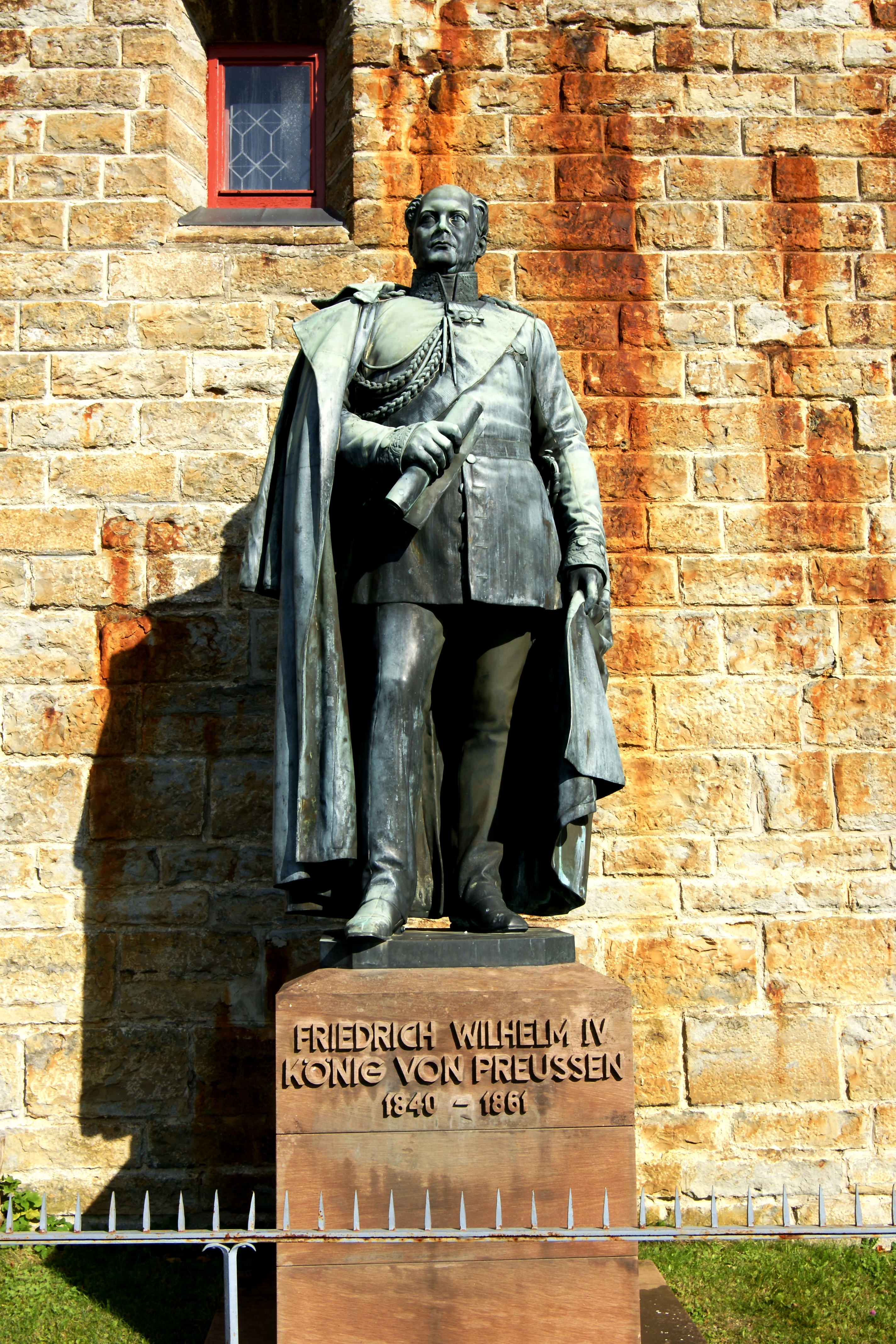
Friedrich Wilhelm IV.
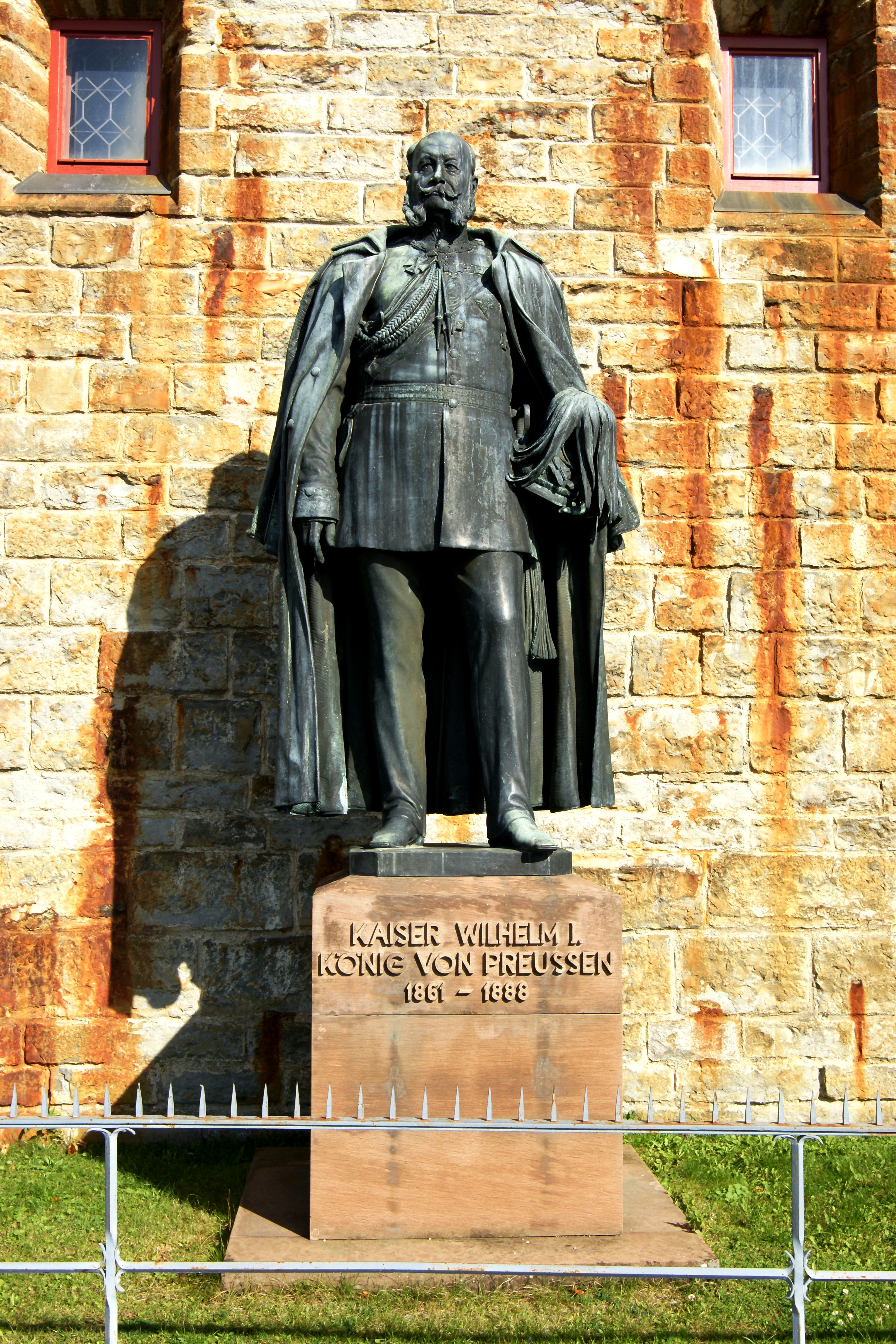
Wilhelm I. „Wilhelm der Große“

### Büsten

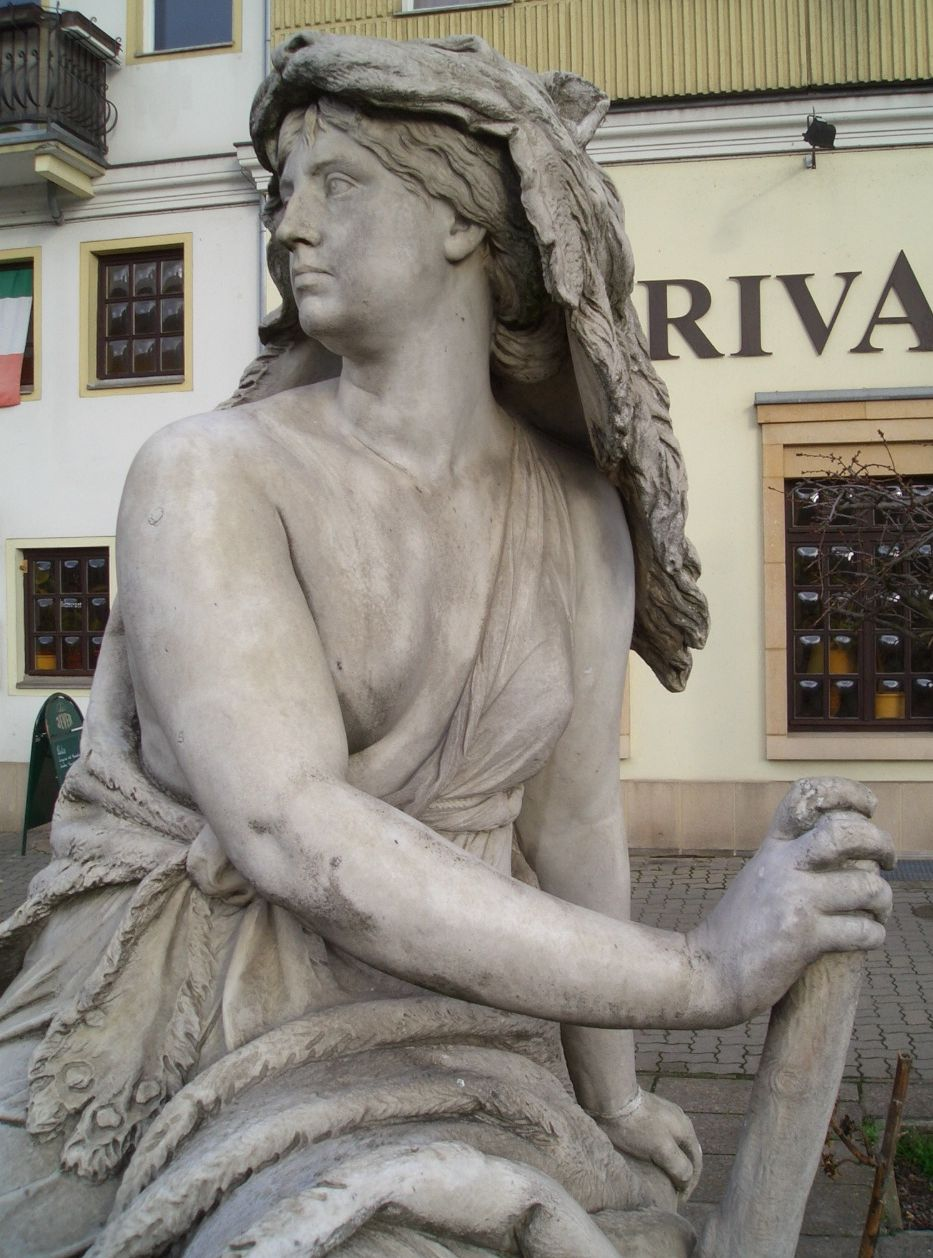
Reinhold Begas: Stärke 1887, Marmor.

Karl Reichsfreiherr vom Stein von Fritz Schaper
Gerhard David von Scharnhorst von Alexander Calandrelli
Otto Fürst von Bismarck von Reinhold Begas
Albrecht Graf von Roon von Alexander Calandrelli

## Westliche Feldherrenhalle

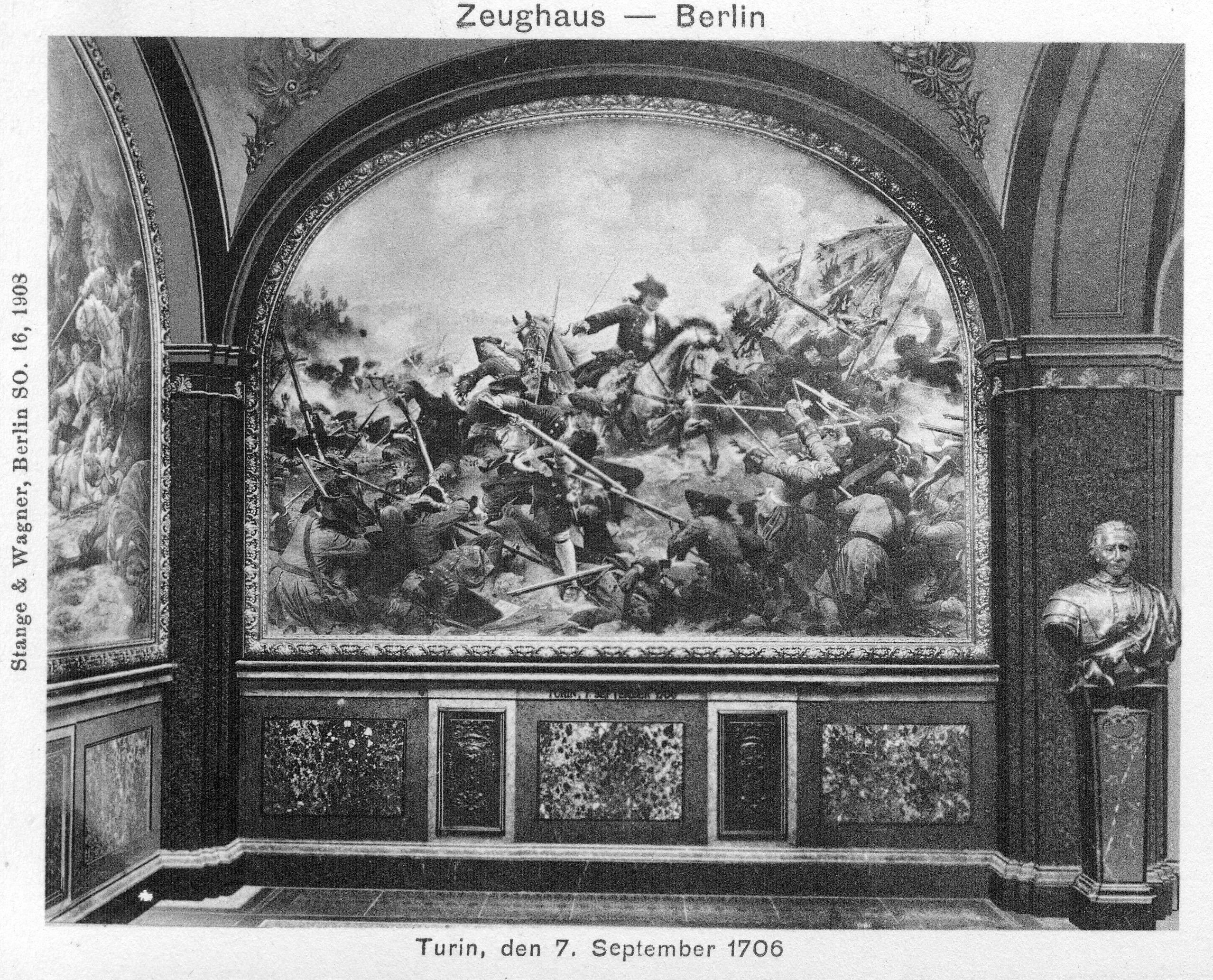
Schlacht bei Turin – Büste Leopold von Anhalt-Dessau

### Wandgemälde
- Nordwand

Schlacht bei Fehrbellin, 1675 von Peter Janssen (1884)
Übergang über das Kurische Haff, 1679 von Wilhelm Simmler (1886)
Schlacht bei Turin, 1706 von Hermann Knackfuß (1887)
- Westwand

Schlacht von Hohenfriedberg, 1745 von Peter Janssen (1890/91)
Schlacht bei Leuthen, 1757 von Fritz Roeber (1889/90)
- Südwand

Schlacht von Torgau, 1760 von Peter Janssen (1888)

### Büsten
Georg Freiherr von Derfflinger von Moritz Schulz
Otto Christoph Freiherr von Sparr von Carl Begas
Hans Adam von Schöning von Julius Franz
Joachim Henniges von Treffenfeld von Karl Albert Bergmeier
Kurt Christoph von Schwerin von Julius Moser
Leopold Fürst von Anhalt-Dessau „Der Alte Dessauer“ von Richard Neumann
Hans Karl von Winterfeldt von Rudolf Pohle
James Keith von Rudolf Schweinitz
Moritz Prinz von Anhalt-Dessau von Rudolf Schweinitz
Friedrich Graf von Geßler von Rudolf Schweinitz
Friedrich Wilhelm Freiherr von Seydlitz von Julius Moser
Ferdinand Herzog von Braunschweig-Lüneburg von Karl Albert Bergmeier
Heinrich Prinz von Preußen von Max Wiese
Heinrich August Baron de la Motte-Fouqué von Max Wiese
Sebastian von Belling von Ferdinand Hartzer
Joachim Hans von Zieten von Johannes Pfuhl
Außerdem in Marmor die allegorischen weiblichen Figuren Kraft und Kriegswissenschaft von Reinhold Begas, beide 1881–1887 entstanden. Sie befanden sich ab 1987 im Nikolaiviertel (Spreeufer) und wurden schließlich am 16. Dezember 2009 mit Unterstützung des Landesdenkmalamtes Berlin in die große Wandelhalle des Zeughauses überführt.

## Östliche Feldherrenhalle

### Wandgemälde
- Südwand

Völkerschlacht bei Leipzig, 1813 von Werner Schuch (1888)
- Ostwand

Schlacht von Belle-Alliance, 1815 von Georg Bleibtreu (1888)
Erstürmung der Düppeler Schanzen, 1864 von Ernst Roeber (1888)
- Nordwand

Schlacht bei Königgrätz, 1866 von Emil Hünten (1886)
Sturm auf St. Privat, 1870 von Georg Bleibtreu (1887)
Nach der Schlacht bei Sedan, 1870 (General Reille überbringt König Wilhelm auf dem Schlachtfelde von Sedan das Schreiben Kaiser Napoleons) von Carl Steffeck (1884)

### Büsten
Gebhard Leberecht Fürst Blücher von Wahlstatt von Johannes Pfuhl
Louis Ferdinand Prinz von Preußen von Otto Büchting
Wilhelm René de l’Homme de Courbière von Ludwig Brodwolf
Friedrich Adolf Graf von Kalckreuth von Heinrich Pohlmann
Ludwig Graf Yorck von Wartenburg von Alexander Tondeur
Friedrich Wilhelm Graf Bülow von Dennewitz von Otto Büchting
August Graf Neidhart von Gneisenau von Wilhelm Engelhard
Emanuel Graf Tauentzien von Wittenberg von Otto Büchting
Friedrich Graf Kleist von Nollendorf von Julius Franz
Friedrich Graf von Wrangel von Heinz Hoffmeister
August Graf von Werder von Max Klein
August von Goeben von Heinz Hoffmeister
Helmuth Graf von Moltke von Karl Begas
Edwin Freiherr von Manteuffel von Max Klein
Friedrich Karl Nikolaus, Prinz von Preußen von Karl Begas
Friedrich Wilhelm, Kronprinz des Dt. Reiches und von Preußen von Reinhold Begas
Außerdem in Marmor die allegorischen Figuren Treue und Begeisterung von Fritz Schaper (nicht erhalten).

## Quelle
- Das Zeughaus – Die Ruhmeshalle. Amtlicher Führer, 1940.